# Fil de fer barbelé
Pour les articles homonymes, voir Fil de fer.

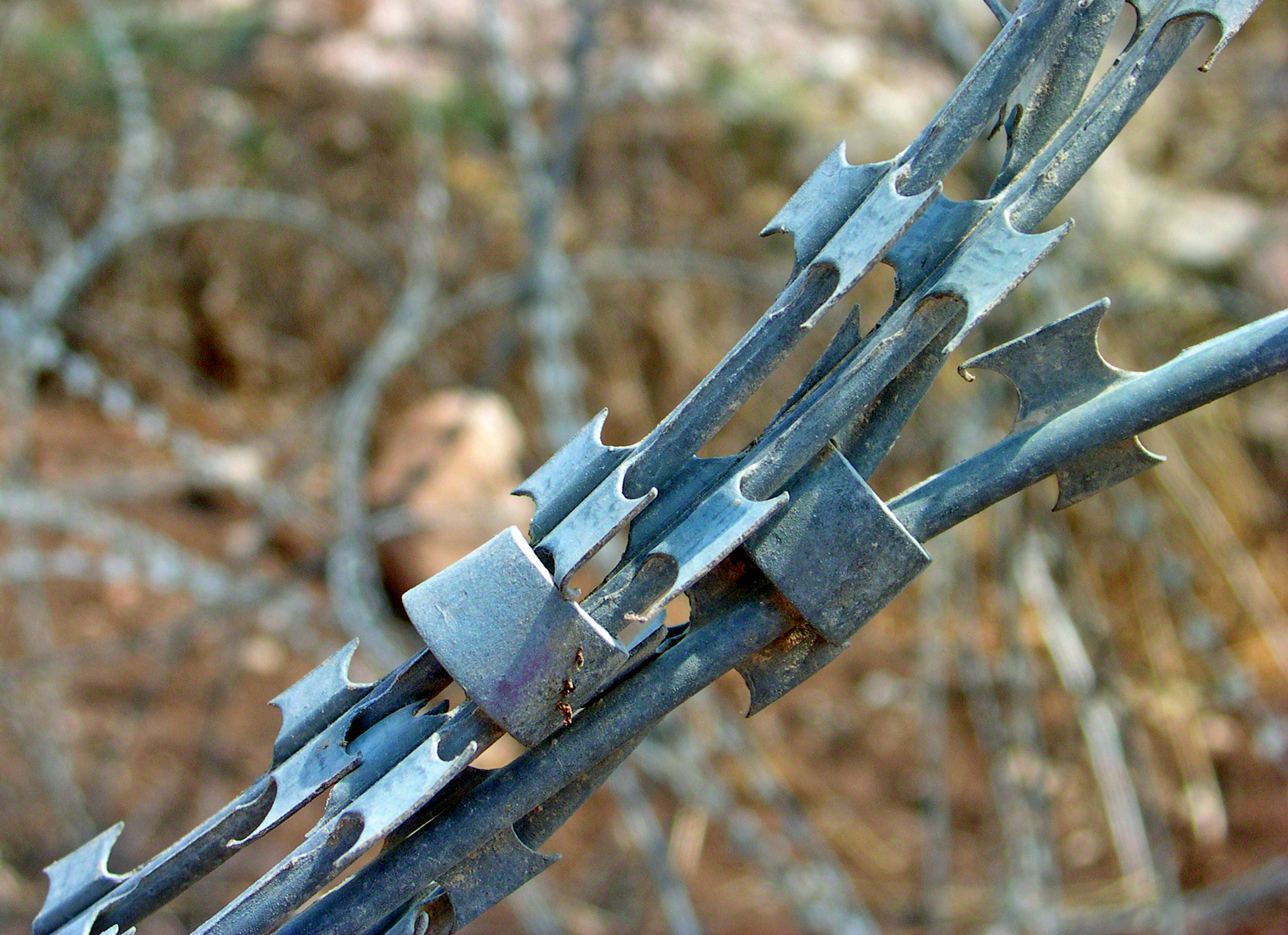
Barbelés coupants.

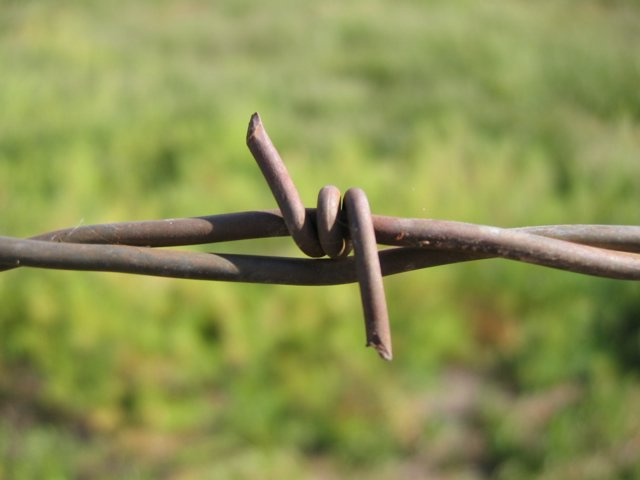
Barbelés piquants.

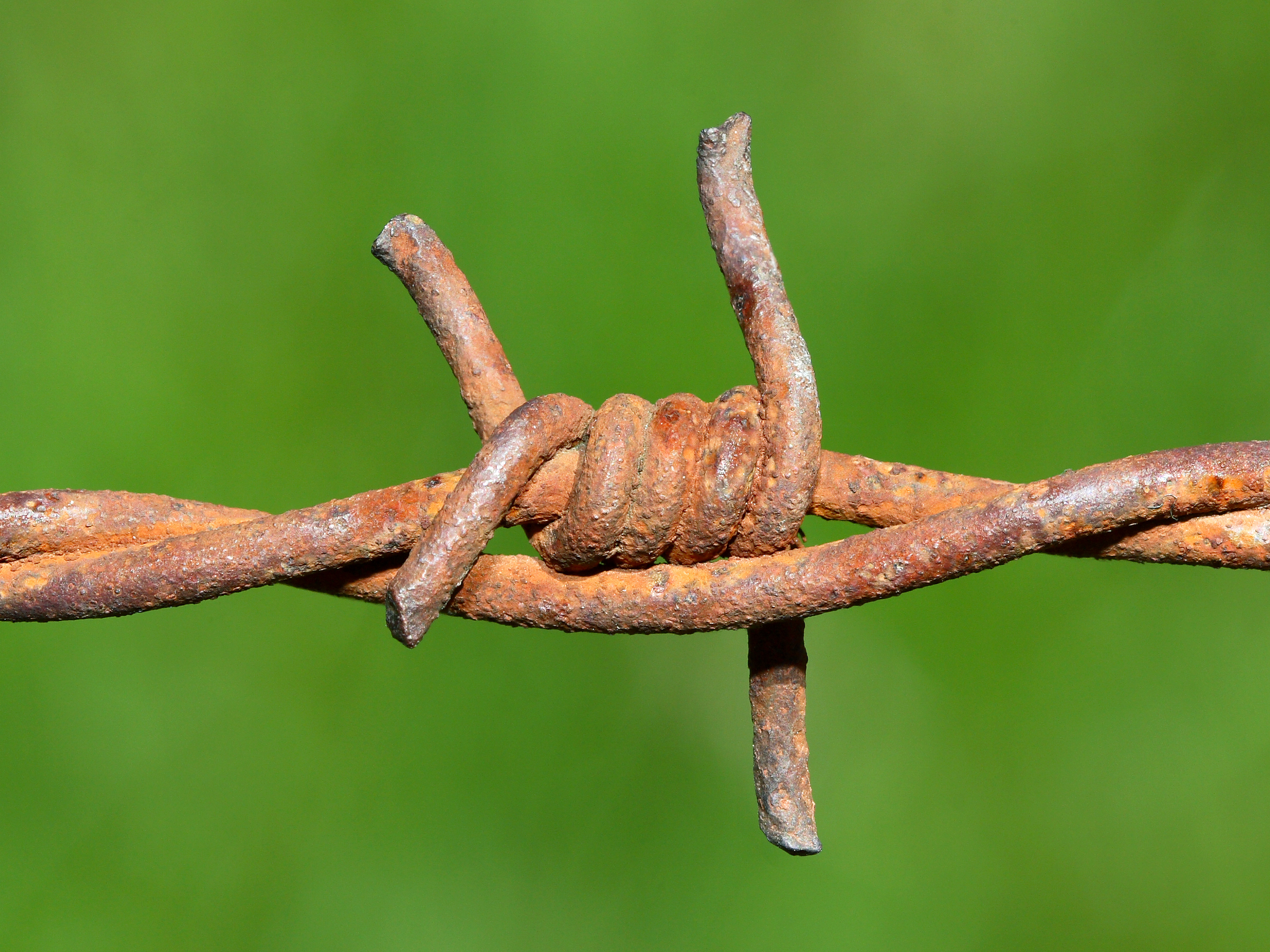
Barbelés rouillés.

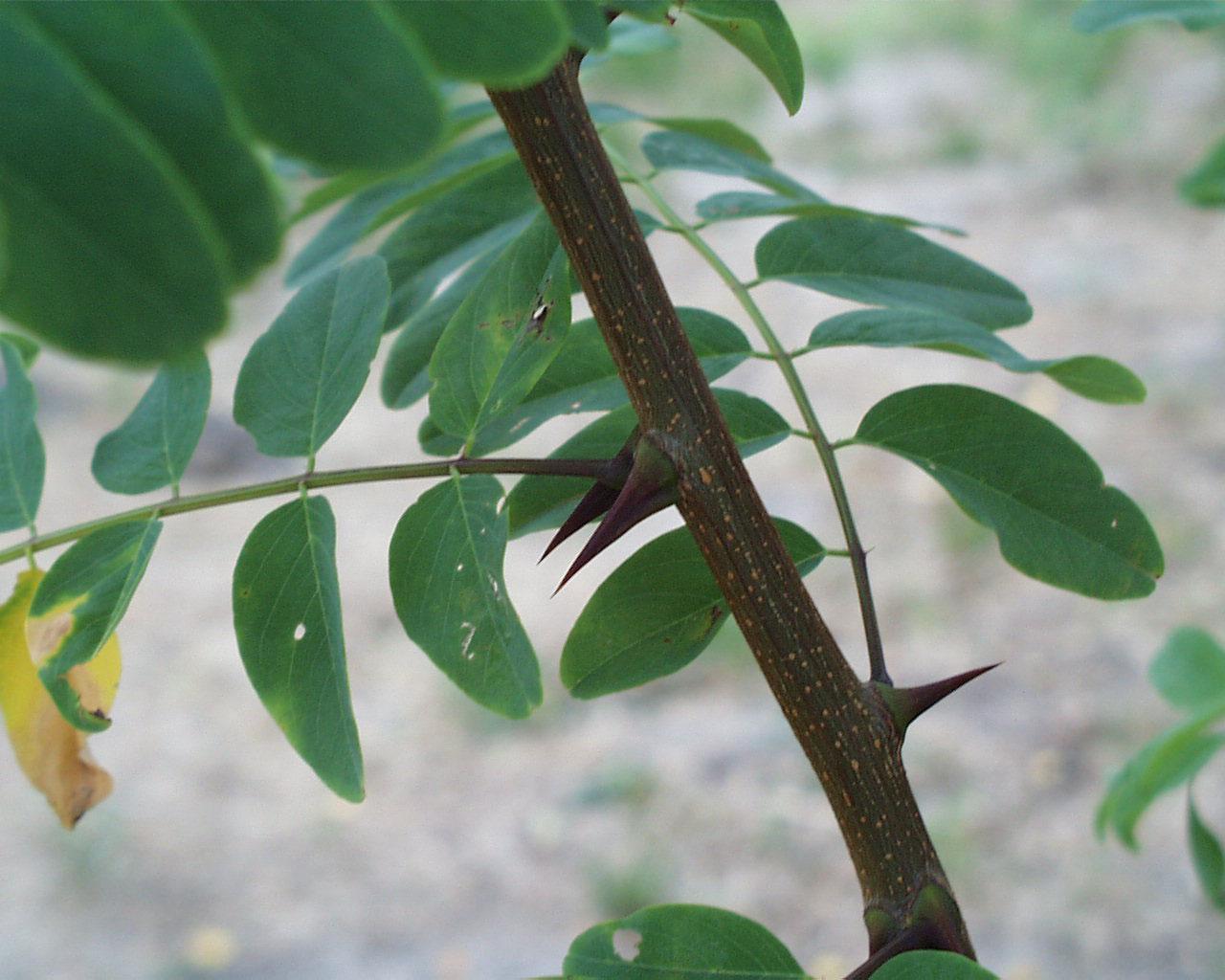
Rameau de robinier faux-acacia.

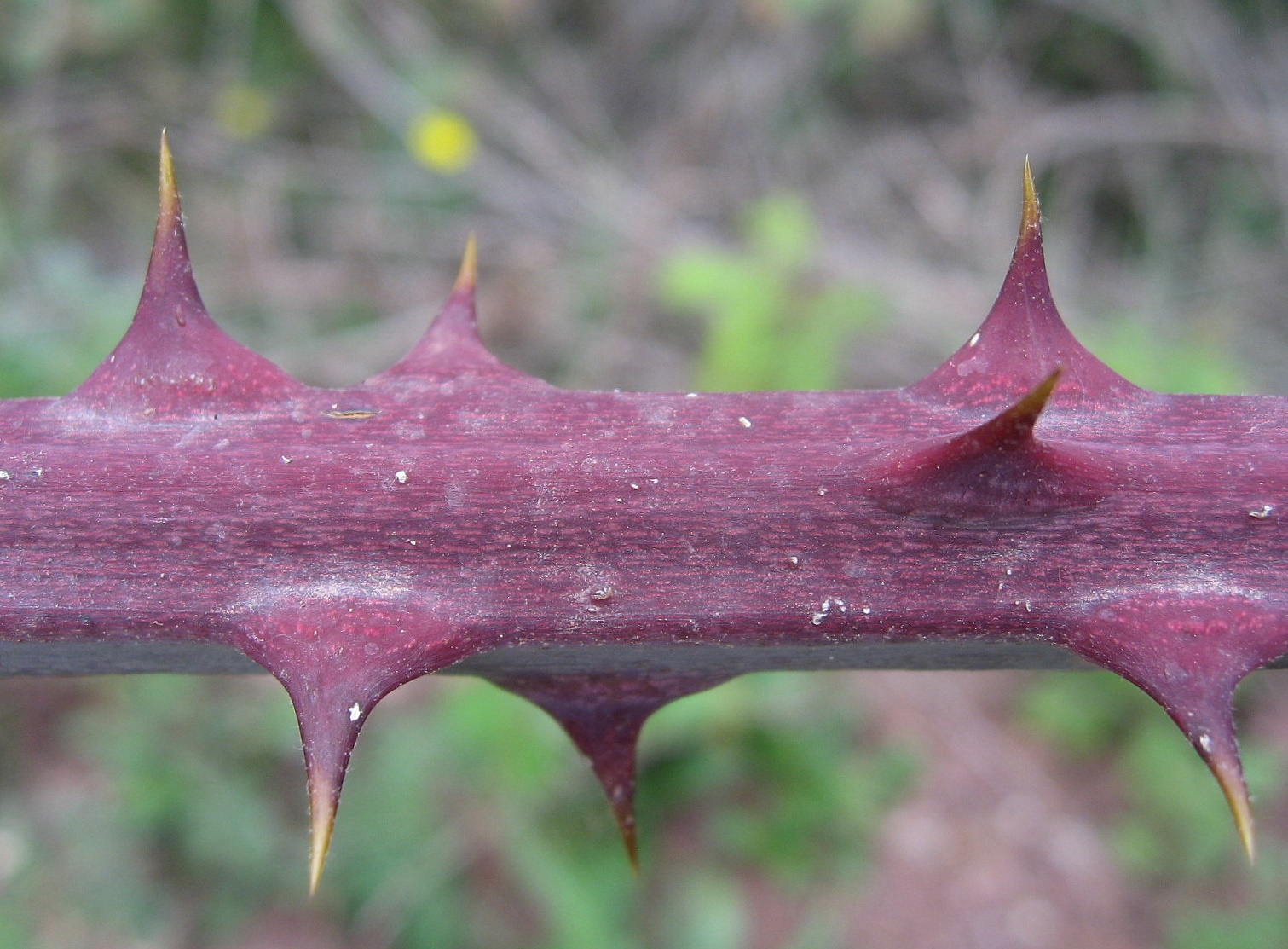
Rameau de roncier.

Le fil de fer barbelé, appelé aussi ronce artificielle ou barbelé, est une forme de fil de fer fabriqué de sorte à être piquant avec des pointes ou des angles parfois coupants disposés à intervalles réguliers. Une personne ou un animal essayant de franchir ou de passer à travers du fil de fer barbelé aura de forts risques de se blesser. 
Il est notamment utilisé dans les clôtures pour le bétail en raison de son faible coût, et autour des zones nécessitant une sécurité accrue pour éviter les intrusions ou les évasions. Sa pose est aisée et ne nécessite pas de compétences particulières, il suffit de disposer de quelques points d'attache où l'on peut le fixer avec des câbles ou des agrafes.
Le fil barbelé a été beaucoup utilisé sur les champs de bataille. Déroulé et déposé simplement sur le terrain, il freine la progression des soldats, qui peuvent même s'y emmêler. Dans ce cas, le fil est composé de lames coupantes.

## Histoire

### Dénomination
Le mot barbelé vient du mot français barbel (pointe, dent). L'invention ou la version améliorée et les premières commercialisations massives le firent connaître sous le nom de barbed wires ou bramble wires aux États-Unis, traduit en français par fil de fer barbelé et fil en fer de ronce ou fil de ronce artificiel. Mais la première traduction est la plus utilisée de nos jours. Le terme de ronce artificielle provient non seulement de sa ressemblance avec ces plantes mais aussi parce que les premières clôtures de ce type étaient végétales. Par exemple en France on a d'abord utilisé le robinier faux-acacia le long des voies ferrées[réf. nécessaire].

### Invention
Le 24 novembre 1874, l’Américain Joseph Glidden de DeKalb (Illinois), déposa le brevet du fil de fer barbelé le plus répandu et construisit la première machine capable de le produire en grande quantité. Il s'agissait d'une version améliorée qui rencontra plus de succès que l'invention de Louis Janin en France en 1865. La facilité avec laquelle on pouvait le déployer fit qu'il se répandit très vite auprès des éleveurs aux États-Unis. De vastes superficies pouvaient désormais être clôturées, ce qui permit d'améliorer le rendement des élevages et la rentabilité des terres. Les barrières étaient auparavant essentiellement en bois et nécessitaient beaucoup de temps pour être installées et entretenues.

### Perfectionnements
La première tentative sérieuse de fabrication de fil de fer barbelé est l'œuvre du Français Léonce Eugène Grassin-Balédans en 1860.
Il conçoit une clôture hérissée de pointes acérées en s'appuyant sur les nouveaux produits manufacturés de l'époque : fil de fer, câble en acier et autres nouveautés industrielles. Mais le prototype élaboré présente des inconvénients : temps de fabrication, fiabilité, difficulté de mise en place, longévité... En avril 1865 Louis François Janin est sur ses talons et souhaite améliorer le prototype. Pour cela il s'inspire des techniques artisanales. Il découvre que beaucoup d'installations de clôtures stables de ce type sont issues de matériaux récoltés dans la nature : branchages ou lianes hérissées d'épines. Il est fasciné par les haies les plus infranchissables selon ses recherches : les haies de ronciers ou autres plantes du genre botanique Rubus (exemple : Rubus fruticosus ou ronce commune).
Après une étude attentive, les trois avantages qu'il désire reproduire sont :
- les aiguillons acérés portés par les tiges et perpendiculaires à elles ou formant avec elles un angle aigu. Cette disposition est la plus efficace car l'angle aigu augmente le pouvoir d'accrochage de la peau ainsi que le déchirement ;
- les tiges arquées peuvent atteindre trois à quatre mètres de long, et leur extrémité rejoint le sol la deuxième année et s'enracine par marcottage, émettant ensuite de nouvelles tiges qui colonisent rapidement le terrain. Cet ancrage a pour avantage de rendre la structure très stable et difficile à enlever ;
- la structure interne de la tige du roncier est constituée de dizaines de fibres imbriquées, ce qui augmente la résistance et la difficulté de destruction des tiges.

Louis-François Janin invente ainsi un fil de fer constitué de plusieurs fils entortillés. Pour des raisons économiques et de fabrication les versions ultérieures ne garderont le plus souvent que deux fils entortillés.
De nos jours, le fil de fer classique présente toujours des pointes perpendiculaires ou formant un angle aigu. Les points d'appui des tiges ne se font pas au sol mais sur des piquets. Afin de reproduire la deuxième caractéristique les fils seront équipés d'un système de tendeur (évoluant avec le temps).
Mais à la même époque, Michael Kelly, de New York aux États-Unis, a les mêmes idées d'amélioration. Malgré le brevet déposé par le Français, le procédé de fabrication américain s'impose. Grâce à la forte demande des exploitations de l'Ouest américain, la promotion publicitaire du nouveau produit et sa réussite industrielle, celui-ci finit par dominer le marché.

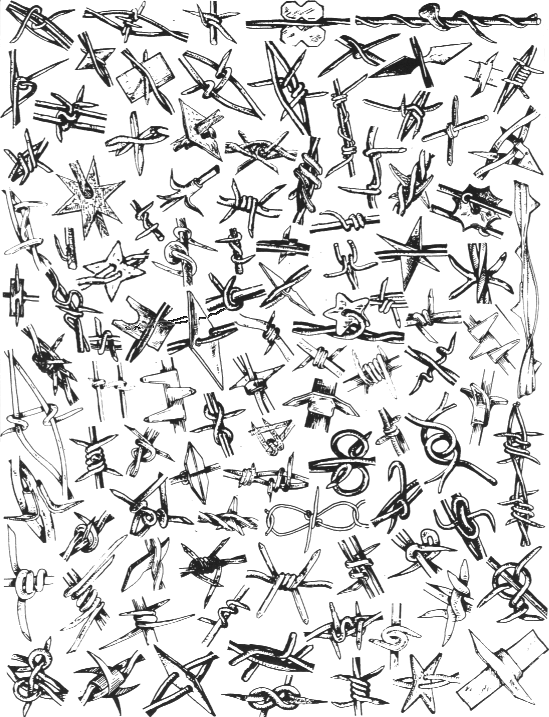
Une collection de différents fils de fer utilisés à l'époque

Vers la fin du XIXe siècle, les Grandes Plaines du Midwest manquent de bois pour les palissades ou de pierre pour les murets. Cela a comme effet de ralentir la colonisation agraire. Fin 1872, un fermier de Waterman dans l'Illinois développe un système de clôture constitué d'un fil avec une pièce en bois munie de pointes pour repousser les Indiens et empêcher le bétail des grands éleveurs (partisans de l'« open range », soit la libre pâture) de la franchir, notamment les cow-boys conduisant leur troupeau vers les villes du Nord et de l'Est. Il dépose un brevet en mai 1873 et en fait la démonstration lors du marché du comté de DeKalb durant l'été. Cette innovation intrigue plusieurs habitants de la région, Isaac Ellwood, Joseph Glidden et Jacob Haish qui décident d'améliorer le concept. Ellwood dépose un brevet en février 1874 mais arrive à la conclusion que la version de Glidden est plus efficace. Une fois fabriquées, les pointes sont placées sur le fil de fer puis torsadées. Pour les maintenir en place, Glidden enroule un autre fil autour des pointes. Ellwood achète la moitié du concept à Glidden en juillet 1874, et Glidden dépose son brevet en novembre de la même année. Ils fondent ensuite la I.L Ellwood Manufacturing Company. Ils fabriquent au début à l'arrière de la boutique d'Ellwood un fil porteur composé de deux câbles torsadés. Le succès arrive rapidement, de même que la concurrence puisque Jacob Haish démarre son propre commerce à partir de ses brevets. En 1876, Glidden vend la moitié des parts de son brevet à la Washburn and Moen Manufacturing Company basée à Worcester dans le Massachusetts. Ellwood y est intégré et le commerce du fil barbelé continue à prospérer.

### Utilisation dans le sud-ouest américain

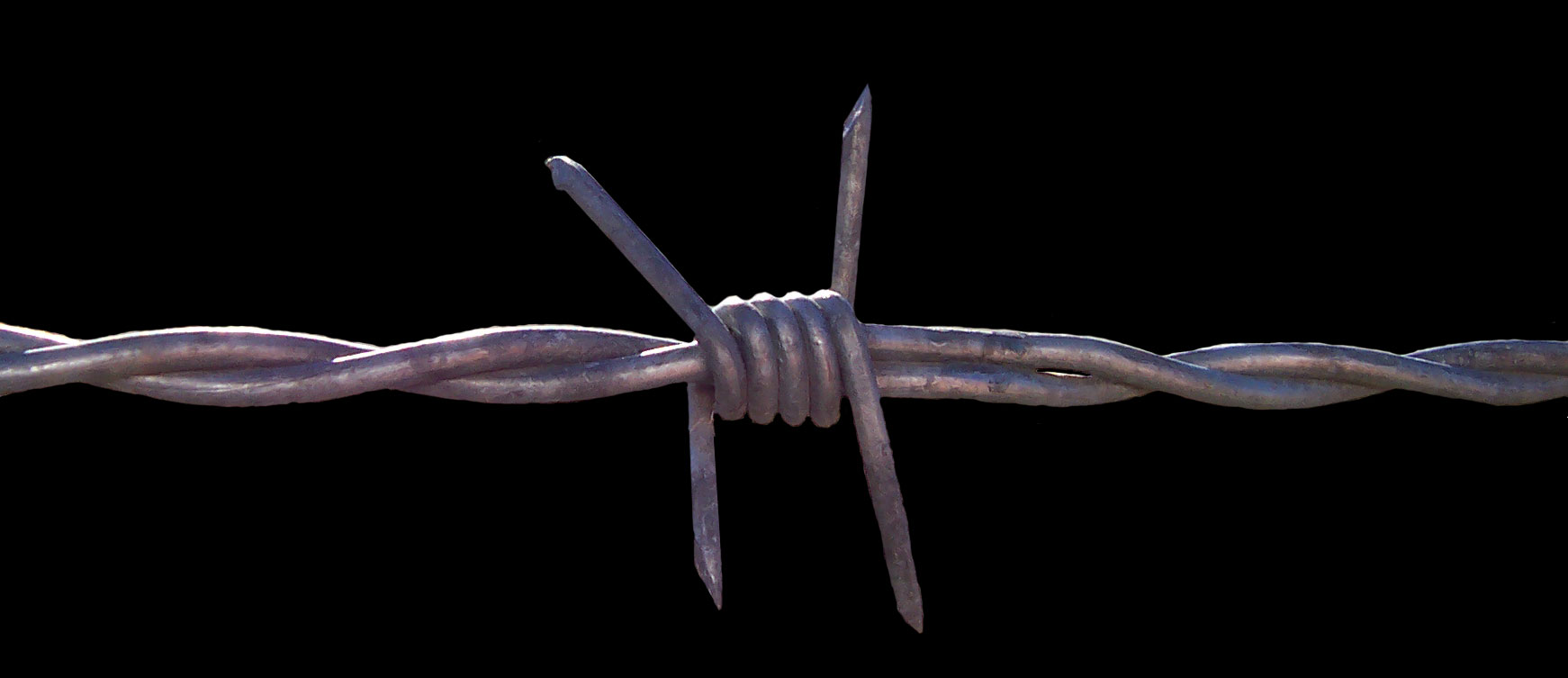
Fil de fer moderne

John Warne Gates fait une démonstration pour la Washburn Moen à la Military Plaza (en) de San Antonio (Texas) en 1876. Il prouve l'efficacité de ce nouveau type de clôture avec le bétail et invite le public à passer commande à l'hôtel Menger. Gates s'installe par la suite à Saint-Louis dans le Missouri où il fonde la Southern Wire Company qui devient le plus grand producteur de fil barbelé sans licence. En 1881, une décision de justice déboute ces fabricants et renvoie le monopole aux propriétaires du brevet de Glidden. En 1892, la décision est confirmée par la cour suprême des États-Unis. Gates s'empare de Washburn Moen en 1898 et transforme la société en American Steel and Wire qui est un prédécesseur de l'United States Steel. En 1875, 270 tonnes de fils barbelés ont déjà été produites. En 1901, plus de 135 000 tonnes ont été fabriquées. Il existerait un millier de types de fil de fer barbelé.
Dans le sud-ouest américain, les clôtures en barbelé provoquent querelles et conflits de voisinage entre les éleveurs (la range war ou « guerre des parcours »). Certains ranchs laissent paître leur bétail sans limite territoriale, alors que certains fermiers protègent leurs terres avec des clôtures. Il arrivait que des éleveurs coupent les fils barbelés pour laisser passer les animaux ce qui déclencha les Fence Cutting Wars (en) (les guerres de coupage de clôtures), au cours de laquelle plusieurs personnes trouvèrent la mort. Finalement, la justice mit en place un système d'amendes et de peines pour tous ceux qui couperaient des fils dans une clôture. En moins de 25 ans, la quasi-totalité des ranchs est clôturée, afin de délimiter clairement les possessions. Certains historiens[réf. souhaitée] estiment que la fin de la « Conquête de l'Ouest » coïncide avec l'arrivée du fil de fer barbelé. 
Des groupes religieux et conservateurs donnent le nom de Devil's Rope (la corde du diable) au fil de fer barbelé. Une partie de l'opinion publique s'indigne aussi des blessures constatées sur les animaux à la suite de l'introduction du barbelé.

## Utilisations

### Clôtures autour des domaines agricoles

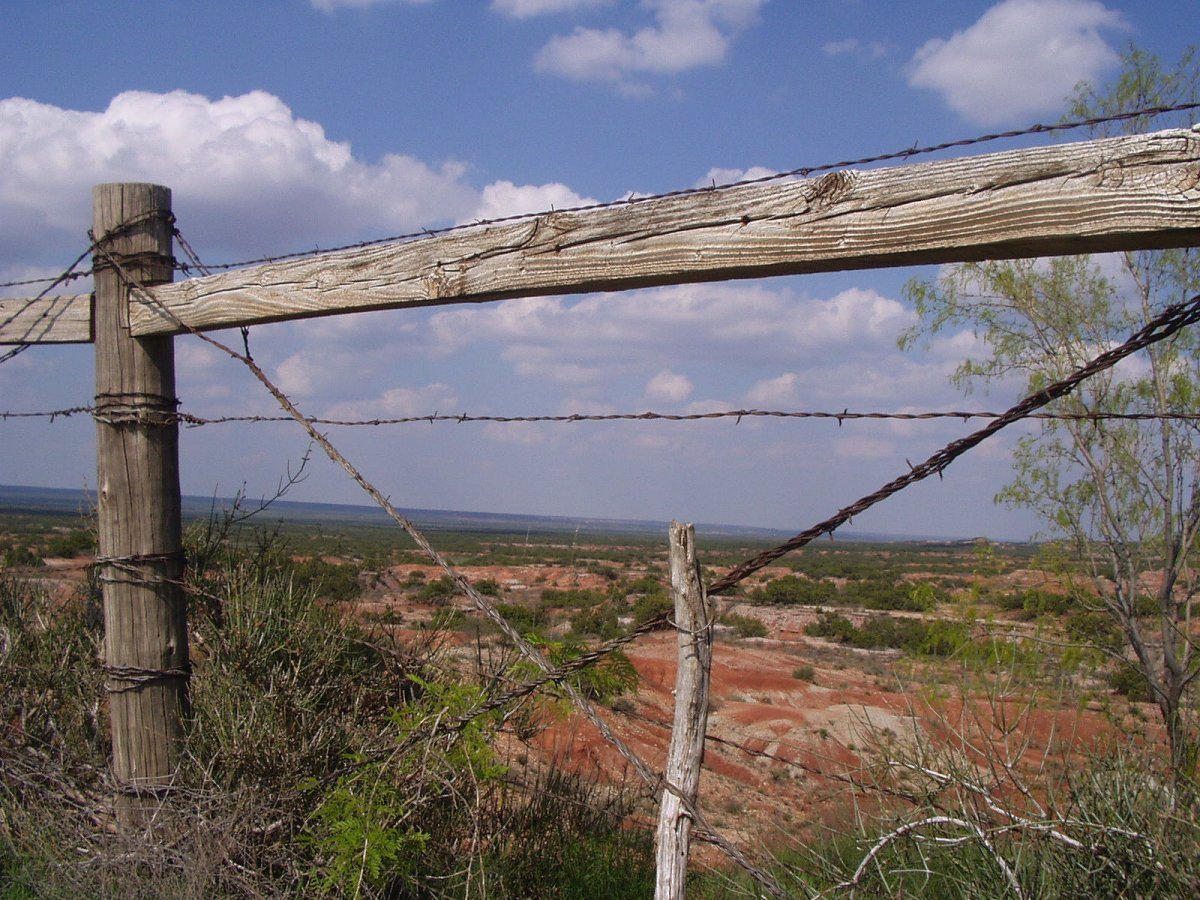
Clôture en barbelé dans l'ouest du Texas

Le fil barbelé reste l'un des moyens les plus répandus pour établir une clôture autour d'un domaine. Aux États-Unis, les propriétaires utilisent généralement le fil barbelé mais ceci n'est pas le cas pour tous les pays. La taille du domaine est aussi un critère important quant à l'utilisation de telles clôtures. 
Le fil est tendu entre des poteaux robustes et solidement plantés dans le sol. Un système de tendeurs et des poteaux intermédiaires en bois ou en acier permettent de maintenir le câble à la bonne hauteur. Des planches sont parfois ajoutées entre les poteaux pour rendre l'ensemble plus robuste. La distance entre deux poteaux varie selon le terrain. Elle peut aller de 3 mètres sur les terrains accidentés jusqu'à près de 10 mètres sur les zones planes.
Le fil utilisé pour l'agriculture se décline en deux catégories : acier mou ou acier haute tension. Dans tous les cas, le fil est galvanisé pour résister à l'usure et à l'oxydation. L'acier haute tension permet de faire du câble plus fin et plus résistant. Il ne se déforme pas si le bétail tente de le franchir. La déformation causée par les animaux ou la chaleur est compensée par ses meilleures propriétés élastiques (il retrouve son état initial) contrairement au fil barbelé en acier mou qui reste déformé. Le fil haute tension peut être déployé sur de plus grandes distances mais ses caractéristiques font qu'il est plus difficile à installer et peut être dangereux s'il est manipulé par des personnes inexpérimentées. La pose d'un fil mou est plus aisée mais sa durabilité est plus faible et il n'est pas pratique pour de longues distances.
Dans les zones très fertiles où le troupeau est plus dense, des clôtures avec cinq ou sept câbles sont courantes pour délimiter le domaine mais également établir des divisions à l'intérieur de la propriété. Dans les élevages de moutons, les clôtures avec sept fils sont fréquentes avec quatre ou cinq fils lisses au milieu et des fils barbelés en haut et en bas. En Nouvelle-Zélande, les clôtures doivent laisser passer les chiens puisqu'ils conduisent le troupeau. En France, l'usage veut que le fil le plus bas laisse passer la faune sauvage, les chiens de berger s'ils sont employés et les chiens de chasse.

### Clôtures contre les intrusions humaines

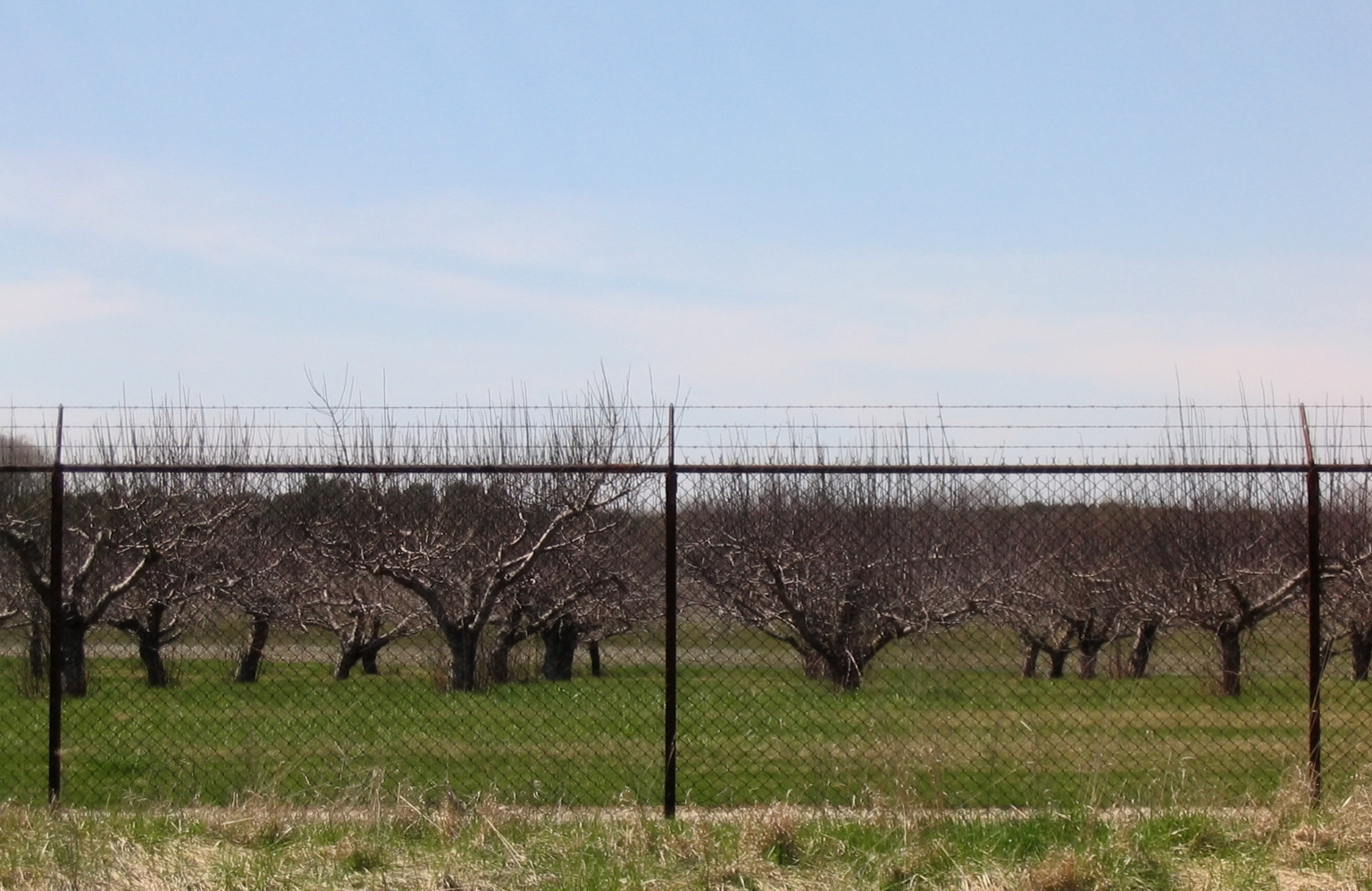
Clôture avec du barbelé au sommet

La plupart des clôtures en fil barbelé peuvent décourager du bétail mais sont potentiellement franchissables par un homme qui peut simplement passer au-dessus de la clôture ou alors au travers en écartant les fils et en évitant les pointes. Pour limiter ce problème, la plupart des prisons et autres zones à haute sécurité installent des clôtures avec du fil coupant composé de lames quasi-continues. Ce type de fil inflige des blessures parfois graves à celui qui tente de le franchir. Une alternative consiste à placer du barbelé au sommet d'un grillage. Même si la personne arrive à grimper au sommet du grillage, sa mobilité reste réduite et il lui est ainsi plus difficile de passer au-dessus du fil barbelé sans se blesser ou rester accroché. D'autres grillages sont munis en leur sommet de barres de soutien pour le fil et inclinées à 45 degrés en direction de l'intrus, un dispositif qui rend l'intrusion encore plus difficile.
Le fil de fer barbelé est utilisé en temps de guerre. Devant la cadence, la puissance et la portée des armes de tir, la « fortification de campagne » devient importante dans la tactique de guerre. Lors de la Première Guerre mondiale, il est placé en tant que « défense accessoire » devant les tranchées. Les tirs d'artillerie visaient en priorité les zones de barbelés afin de dégager un passage pour atteindre les tranchées adverses. Au fur et à mesure que le conflit évoluait, le fil était utilisé sur des longueurs réduites afin de limiter l'impact des obus et faciliter son transport. Après ce conflit, pour le seul territoire français, il a fallu délester le sol de 370 millions de mètres cubes de fil de fer.
Pendant la Seconde Guerre mondiale, les fils étaient déployés de manière à ralentir l'infanterie pour la rendre plus vulnérable aux mitrailleuses, ou simplement empêcher le passage des soldats mais l'avènement des divisions blindées avec leurs chars d'assaut réduit fortement leur utilité tactique. Lors de la guerre d'Afghanistan, les camps de réfugiés afghans au Pakistan étaient entourés de fils de fer barbelés pour faciliter le maintien de ces populations et protéger les Pakistanais.
Le barbelé est un élément important de l'univers concentrationnaire. Déjà utilisé dans les camps de concentration en Afrique du Sud pendant la guerre des Boers, il devient un « élément central de la gestion totalitaire de l’espace » dans les camps d'extermination nazis. Les camps de la mort disposent de clôtures doubles de barbelés électrifiés hautes de plusieurs mètres.

### Téléphonie
Les fermiers des États du sud des États-Unis (Californie, Texas, Mississipi, Arizona, etc.) commencent à utiliser à partir de la fin des années 1880 les clôtures en fil barbelé pour téléphoner,,. Le téléphone est une invention récente à l'époque, juste deux ans après le fil barbelé, soit en 1876, et construire des lignes pour relier des habitations séparées de plusieurs kilomètres est trop onéreux. Les fils barbelés qui courent le long des longues propriétés sont ainsi utilisés par les fermiers pour faire passer le signal téléphonique. Le téléphone est raccordé à la clôture et dans certains cas jusqu'à vingt téléphones se trouvent sur la même ligne, sonnant tous en même temps lors d'un appel. Ces lignes artisanales ont permis de couper l'isolement que pouvaient ressentir les familles et de transmettre rapidement une information. Certaines villes du Texas ont utilisé ce système jusque dans les années 1970.

## Installation

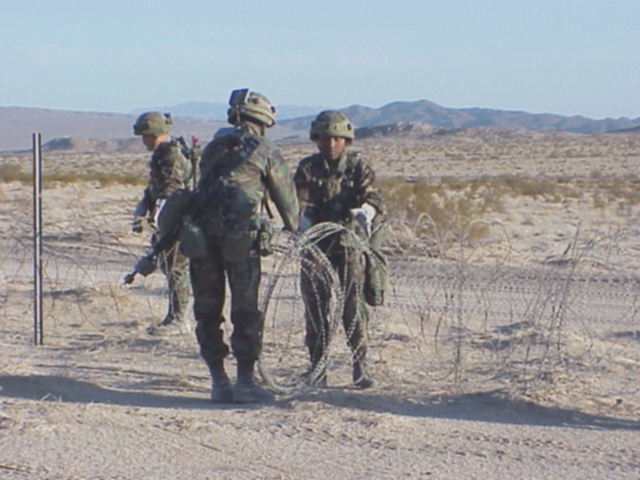
Soldats US disposant des barbelés pendant un exercice

Double structure de soutien avec deux entretoises pour les longueurs supérieures à 60 mètres

Double structure de soutien avec quatre entretoises diagonales pour les longueurs supérieures à 200 mètres

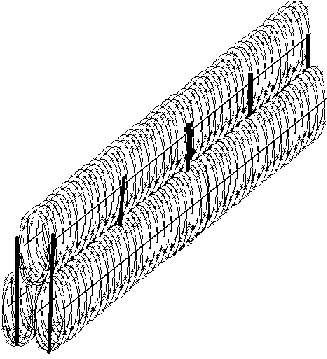
Croquis d'un obstacle en barbelé concertina

La partie la plus importante et la plus coûteuse en temps lors de l'installation est la mise en place des poteaux principaux dans les angles et aux endroits où la distance est trop grande pour que les barbelés restent sous tension. Les autres poteaux intermédiaires revêtent un rôle moins important, ils servent juste à fixer les fils barbelés sans réellement les tendre.
Un fil de fer barbelé subit une tension élevée, jusqu'à 500 daN, et doit être en mesure de résister. Les structures de soutien sont également soumises à d'importantes forces transmises par les fils qui s'y fixent. Leur forme varie selon la longueur du barbelé. Elles sont généralement constituées de plusieurs poteaux reliés entre eux par des entretoises et des poutres horizontales. Un poteau de soutien peut être maintenu en place grâce à des supports diagonaux qui assurent également sa verticalité et évitent les faiblesses. Des câbles d'entretoise (lisses) sont connectés du sommet d'un poteau à la base du poteau opposé. Ces câbles diagonaux renforcent la structure en empêchant les déformations des poutres et des poteaux. Si le pan de clôture a une longueur totale inférieure ou proche des 60 mètres, alors un seul câble est tendu en diagonale entre deux poteaux. Cette structure peut être doublée pour les longueurs supérieures. Pour de plus grandes distances, deux câbles sont employés et forment une croix,. Une poutre horizontale relie finalement les deux poteaux intermédiaires distants d'environ 250 à 300 cm, elle assure une plus grande résistance à l'ensemble. Autrement, les poteaux sont distants de 2,5 à 15 mètres sans poutre horizontale. Les intervalles de l'ordre de quelques mètres sont les plus fréquents.  
Lorsque cette première structure a été construite, le fil de fer barbelé est enroulé autour d'un poteau angulaire et maintenu avec de simples agrafes puis étendu le long des poteaux. L'installation se poursuit en l'enroulant autour des autres poteaux angulaires et en le mettant sous tension avec des tendeurs. Il est finalement attaché aux poteaux intermédiaires avec des agrafes qui dépassent temporairement afin de pouvoir permettre une mise sous tension ultérieure. La mise en place de la série de fils barbelés se fait du haut vers le bas. 
Plusieurs méthodes existent pour attacher le fil à un poteau angulaire : 
- nœuds : le fil est enroulé autour du poteau puis noué à la main ;
- épissures : les deux sections de fils sont reliées entre elles grâce à des épissures présentes sur le poteau ;
- étau : le fil est inséré dans un trou présent dans le poteau puis fixé de l'autre côté ;
- support cranté : le fil est enroulé autour du poteau puis maintenu par un dispositif cranté de forme hélicoïdale qui retient le fil.

Aux États-Unis, le fil utilisé pour l'agriculture est de l'acier galvanisé avec deux câbles torsadés et disponible en rouleaux de 402 mètres.  Il existe trois catégories de fil : classes I, II et III. La classe I a la couche de zinc la plus fine et sa durée de vie est inférieure aux autres classes. Il rouille en général en moins de 8 à 10 ans, alors que la classe III résiste entre 15 et 20 ans. Une couche d'aluminium est parfois utilisée en lieu et place du zinc et offre une meilleure résistance à l'usure. 
Les poteaux présents dans les angles ont un diamètre de 15 à 20 cm, ils sont en bois traité et sont insérés dans une base en béton enterrée d'environ 50 cm de côté pour 1 m de profondeur. Les poteaux intermédiaires ont un diamètre d'au moins 10 centimètres et sont enfoncés dans un socle en béton de 50 cm de large et 60 cm de profondeur. Les poteaux en fer ont un diamètre d'au moins 6,4 cm. 
Lors de la Première Guerre mondiale, le barbelé était fixé au sol au moyen de poteaux ou de tiges métalliques munis d'une grande vis que l'on plantait dans le sol. Des œillets étaient présents le long du poteau (ou bien le bout des tiges formait des boucles en 'queue de cochon') qui permettaient de fixer les fils durant la nuit. Ce système évitait l'utilisation de marteaux et d'outils bruyants qui pouvaient révéler l'intervention (et la position) des poseurs.

## Blessures causées par les barbelés

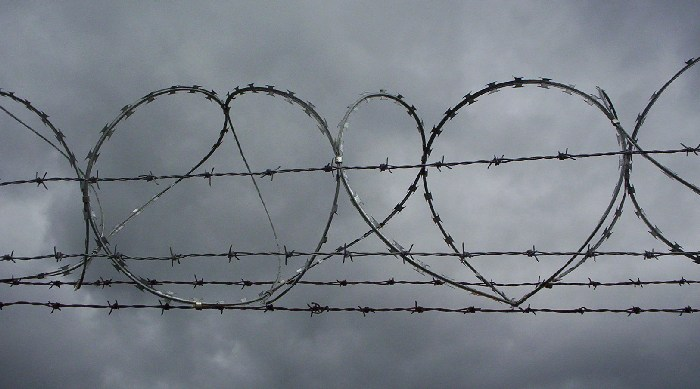
Fils piquants et coupants.

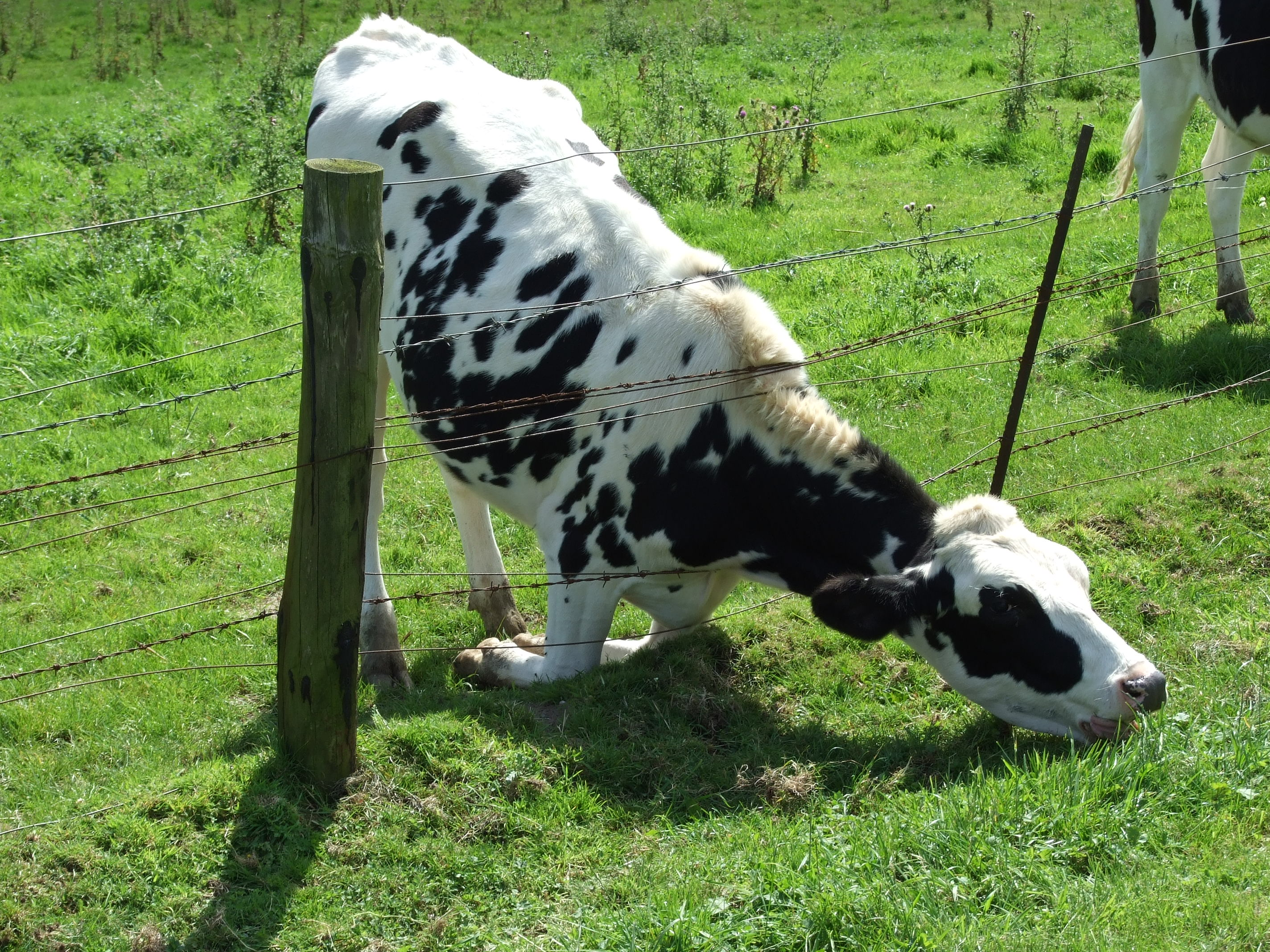
Forçage sur une clôture pouvant conduire à des blessures.

Une tentative d'intrusion en force contre des fils de fer barbelés, sans protection particulière, finira inévitablement avec des blessures plus ou moins graves en fonction de la zone du corps touchée. La peau est la plus susceptible d'être blessée avec des lacérations. Les tissus plus profonds peuvent être touchés selon le type de fil et sa disposition. Un humain peut limiter les blessures en faisant extrêmement attention lors de la manipulation du fil. Des mouvements limités, des vêtements suffisamment épais et des gants permettent de réduire le risque de blessures.
Des blessures causées par les barbelés peuvent être relevées sur le bétail (chevaux, vaches, etc.) mais aussi sur les chauves-souris et les oiseaux. Les chevaux paniquent rapidement et une fois pris au piège, de larges morceaux de chair peuvent être arrachés, parfois jusqu'à l'os. Dans le meilleur des cas, ces blessures peuvent être traitées et guérissent sans séquelles, mais il arrive que la bête doive être abattue ou meure des suites de complications (infections, septicémie, etc.). Les oiseaux et les chauve-souris n'arrivent pas toujours à distinguer les pointes présentes sur le fil et souffrent de lacérations ou s'empalent sur les câbles. Les animaux moins farouches comme les vaches ou les moutons ont moins de risques d'avoir des blessures aussi graves que celles rencontrées sur d'autres animaux. Ils reculent lors des premiers signes de douleur. 
Le fil de fer barbelé a parfois été utilisé comme instrument de torture. Utilisé comme un fouet, ou enroulé autour d'un bâton, il peut infliger de graves blessures avec des lacérations et des hémorragies importantes. Les organisations humanitaires dénoncent aussi le sort des réfugiés africains à Melilla en Espagne où de nombreuses blessures causées par les fils de fer doivent être traitées. En franchissant de leur propre gré les clôtures marquant la frontière, les migrants peuvent se blesser profondément aux membres,.
Le fil de fer barbelé est aussi utilisé dans le monde du catch, plus précisément, dans le catch hardcore et les types de match hardcores comme dans les fédérations tels que la Extreme Championship Wrestling et la Combat Zone Wrestling.
Le fil de fer barbelé a également causé la mort d'un pilote automobile britannique, Chris Bristow lors du Grand Prix automobile de Belgique 1960 où il fut décapité en sortant de la piste à pleine vitesse. Le pilote français Jean Larivière fut aussi presque décapité lors de son accident aux 24 Heures du Mans 1951 quand sa Ferrari sortit de la route au Tertre Rouge et dégringola en contrebas dans un jardin potager clôturé par un fil de fer barbelé. Il décéda peu après des suites de ses blessures.

### Filmographie
- Sophie Bruneau, La corde du diable (2014), documentaire, 88'